# Ternant (Charente Marittima)
Ternant è un comune francese di 338 abitanti situato nel dipartimento della Charente Marittima nella regione della Nuova Aquitania.

## Società

### Evoluzione demografica
Abitanti censiti